# Niviventer coninga
Niviventer coninga — вид пацюків (Rattini), ендемік Тайваню.

## Морфологічна характеристика
Довжина голови й тулуба від 140 до 205 мм, довжина хвоста від 174 до 262 мм, довжина лапи від 30 до 37 мм, довжина вуха від 22 до 29 мм, вага до 176 грамів. Волосяний покрив колючий. Колір спинних частин варіюється від червонувато-коричневого до жовтувато-коричневого, а черевні частини кремово-білі. Хвіст довший за голову і тулуб, зверху темно-коричневий, а знизу світліший. Лапи довгі й тонкі.

## Середовище проживання
Зустрічається в широколистяних лісах, їх узліссях і в чагарниках. Частіше зустрічається на висотах нижче 1300 м, але його можна знайти до 2000 м.

## Спосіб життя
Це наземний вид.